# Station Précy-sur-Oise
Station Précy-sur-Oise is een spoorwegstation aan de spoorlijn Pierrelaye - Creil. Het ligt in de Franse gemeente Précy-sur-Oise in het departement Oise (Hauts-de-France).

## Geschiedenis
Het station is in 1847 geopend.

## Ligging
Het station ligt op kilometerpunt 57,325 van de spoorlijn Pierrelaye - Creil.

## Diensten
Het station wordt aangedaan door treinen van Transilien lijn H tussen Pontoise en Creil.

## Vorig en volgend station
| Richting | Vorig station        | Lijn    | Volgend station | Richting |
| -------- | -------------------- | ------- | --------------- | -------- |
| Creil    | Saint-Leu-d'Esserent | Trans H | Boran-sur-Oise  | Pontoise |